# 人妻一番!二人きりトゥナイト
『人妻一番!二人きりトゥナイト』（ひとづまいちばん ふたりきりとぅないと）は、2021年3月12日に公開された日本の映画作品。

## 概要
髙原秀和による成人映画。希島あいり主演。映画製作そのものを題材として描くコメディ作品。
撮影時点における映画産業のパワハラや夢を追う者たちからの搾取など構造的な問題を描きながら、映画でしかできない有機的なめくりかえしを描く。
髙原作品の劇伴を長らく担当してきた野島健太郎だが、2021年3月29日に急逝したため最後に組んだ作品となった。
特集上映「OP PICTURES+フェス2021」では2021年11月5日より『真夏に出会ったら』のタイトルで上映。2022年5月4日、『人妻女優志願　淫らなシナリオ』のタイトルでスターボードよりDVD発売。

## ストーリー
田舎町の主婦・真夏は通りがかりの映画監督・和田に「女優になれる！」と声を掛けられたことがあり、一大決心をして上京する。一方、そんなことはとっくに忘れていた和田は売れない脚本家・一平の書き上げた台本を読み、ダメ出し支持を行っていた。意気消沈する一平。そこに訪ねてくる真夏だったが、記憶の片隅にもなかった和田はそっけなく、行き場を失った真夏は一平と演技特訓と恋愛ものの脚本協力を兼ね、しばしの同居生活を始めることに。和田に一泡吹かせようと意気投合する2人だが、一平は真夏の色気に手がつかなくなってしまう。

## キャスト
相澤真夏
演 ‐ 希島あいり
上京してきた主婦。和田を見返すため、一平の本棚から映画の作り方、脚本術などを読み込み、一平にシナリオ強化週間を命ずる。一方で自身も演技を勉強しようとSMクラブや演劇ワークショップに通いだす。急な上京のため、当面は一平の家に同居。酔うと服を脱ぎだすセクシーすぎる性分。
演ずる希島は真夏の人物像を「すごくポジティブ」「演じているうちに相沢真夏の人柄に惹かれていきました」と述べている。
奥野一平
演 ‐ 東野良平
売れない脚本家。30歳の誕生日も近い29歳。新人脚本賞を受賞しテレビドラマ化されデビュー。しかしその後は鳴かず飛ばずでプロットが通らず、好きだった映画監督・和田の門下となった。和田からは人間が書けていない、小学生の作文と罵られる。憧れのユカと結婚したいがため、いまのところ童貞。
映画ライターの切通理作は、一件ピュアな人物として描かれるが、 偶然憧れの由佳と遭遇するシーンをところどころに作り、その理由として由佳の近くに意図的に引っ越したことを暗示。ただ待ち伏せしているストーカー気質もあることを筆致している。
和田黎明
演 ‐ 重松隆志
映画監督。かつては数々の賞を受賞したが、10年ほどは撮りたい脚本に出会えず、都内某所でひっそりバーの雇われ店長をしている。地方の映画賞で審査員をする。嫌いな映画は過去の作品のいいところをつまんでつなぎ合わせたパッチワーク映画。好きな映画はその人にしか描けない心動かす映画。監督としては優秀だが、人間としてはアウトともいわれる。
映画ライターの切通は、一平と同じく彼もまた映画を撮りたいのに撮れない環境にある点などから、一平と対になるもう一人の男性主役と分析している。
斎藤華香
演 ‐ 七菜原ココ
女王様。感情の出し方を真夏のレクチャーする。実は若手劇団員。常連客のひとりを特別な奴隷として従える。
井原未来
演 ‐ 長谷川千紗
和田の元彼女。元女優。現在でも和田と体の付き合いがある。
新山由佳
演 ‐ 小田飛鳥
一平の中学からの同級生で憧れの人物。学生時代は生徒会長。
相澤高志
演 ‐ 安藤ヒロキオ
真夏の夫。家出した真夏の消息を追う。
田辺謙司
演 ‐ 直樹フェスティバル
一平のバイト仲間。「〇〇っす！」が口癖。
福本桃彦
演 ‐ 酒井健太郎
一平と真夏が入った居酒屋の店主。
劇団キズナアヤトリ主催者　
演 ‐ 山岡竜生
ロシアでスタニスラフスキー・システムを学んだという劇団主催者。バラ柄のシャツ、ゼブラ柄のタイツを履きこなすエモーショナルな男性。実はハナカのM奴隷。
劇団員
演 ‐ 加藤絵莉
劇団キズナアヤトリのワークショップに通う女性。
劇団員
演 ‐ 森川凜子
劇団キズナアヤトリのワークショップに通う女性。
劇団員
演 ‐ 三森麻美
劇団キズナアヤトリのワークショップに通う女性。
劇団員
演 ‐ 西島伊央里
劇団キズナアヤトリのワークショップに通う女性。

## スタッフ
- 監督・編集：髙原秀和
- 脚本：宍戸英紀、髙原秀和
- 撮影：下山天
- 照明：田宮健彦
- 録音：田中仁志
- 音楽：野島健太郎
- 助監督：森山茂雄、福島隆弘
- スチール：本田あきら
- 協力：末永賢、能登谷健二
- 仕上げ：東映ラボ・テック
- 制作：ラブパンク
- 提供：オーピー映画